# Peristylus holttumianus
Peristylus holttumianus är en orkidéart som beskrevs av Gunnar Seidenfaden och Leonid Vladimirovitj Averjanov. Peristylus holttumianus ingår i släktet Peristylus och familjen orkidéer.
Artens utbredningsområde är Vietnam. Inga underarter finns listade i Catalogue of Life.